# Kazi Nazrul Islam
Kazi Nazrul Islam (en bengalí: কাজী নজরুল ইসলাম) (25 de maig de 1899–29 d'agost de 1976) va ser un poeta, músic, revolucionari i filòsof bengalí, que va iniciar els treballs poètics que manifesten una intensa rebel·lió espiritual contra l'ortodòxia i l'opressió.
La seva poesia i el seu activisme nacionalista el van portar a guanyar-se el títol popular de Bidrohi Kobi (poeta rebel) (en bengalí, বিদ্রোহী কবি; bidrohi kobi). Amb una gran quantitat d'obres de rellevància realitzades al llarg de la seva vida, Nazrul és reconegut oficialment com el poeta nacional de Bangladesh i és commemorat també a l'Índia.
Nascut en una família musulmana de l'Índia, Nazrul va rebre una educació religiosa i va treballar com a muetzí en una mesquita. Va aprendre poesia, drama i literatura treballant amb grups teatrals. Després de servir a l'exèrcit britànic a l'Índia, Nazrul es va establir com a periodista a Calcuta. Va combatre el Raj britànic i va promoure la revolució a través de la seva poesia en obres com "Bidrohi" ("Rebel"),"Bhangar Gaan" ("Cant de destrucció") i "Dhumketu" ("El cometa"). Va ser diverses vegades empresonat per les autoritats britàniques a causa del seu activisme en el moviment d'independència de l'Índia. A la presó va escriure "Rajbandir Jabanbandi" রাজবন্দীর জবানবন্দী" ("Declaració d'un pres polític"). Nazrul va treballar també per l'emancipació dels oprimits a Índia a partir d'analitzar les seves condicions de vida.

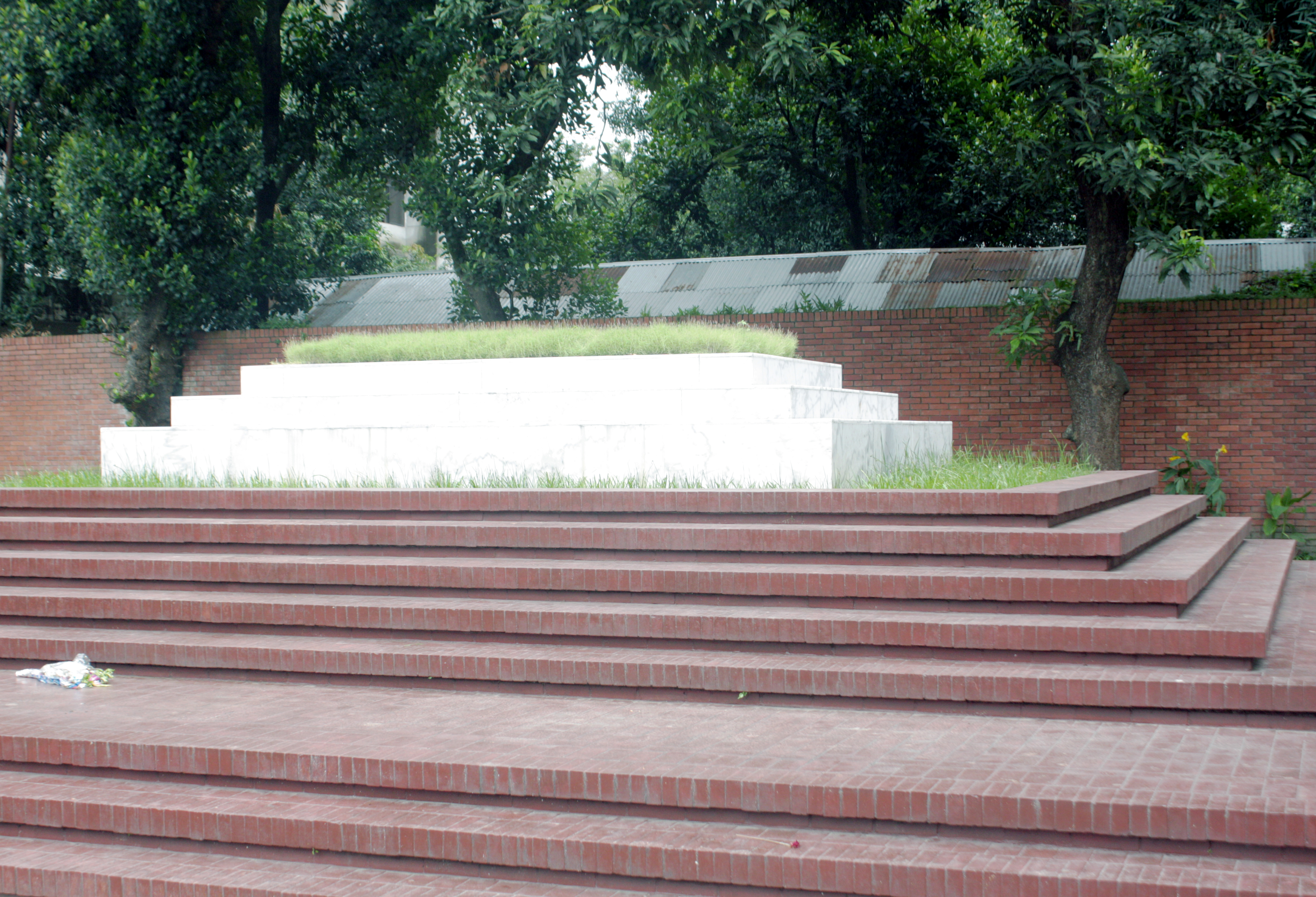
Mausoleu de Kazi Nazrul Islam, Universitat de Dacca